# Klamelisaurus
Klamelisaurus gobiensis
Genre
Espèce
Klamelisaurus est un  genre éteint de dinosaures sauropodes eusauropodes  du Jurassique de Chine.
Une seule espèce est rattachée au genre : Klamelisaurus gobiensis, décrite par Zhao Xijin en 1993.

## Découverte et datation
Ses fossiles ont été découverts en Chine occidentale dans le bassin de Junggar de la région autonome du Xinjiang, dans la région de Kelamaili, qui a donné son nom à l'espèce, à 35 km au nord de Jiangjunmiao. 
Ils proviennent du « membre de Wucaiwan » (ex-formation de Wucaiwan) qui correspond aujourd’hui à la partie inférieure de la formation de Shishugou et est daté de la fin du Jurassique moyen (Callovien), il y a environ 165 Ma (millions d'années),.
L'holotype, référencé IVPP V9492, est constitué d'un squelette presque complet mais sans son crâne. Les fossiles qui n'étaient pas de bonne qualité ont de plus été détériorés lors de leur traitement.

## Description
Klamelisaurus est un sauropode de taille moyenne. Sa longueur est estimée à 15 mètres par G. S. Paul en 2010 (17 mètres pour Thomas Holtz en 2011) pour une masse de 5 tonnes.
Il parait similaire à Bellusaurus, duquel il est peut-être un spécimen adulte et donc ainsi un synonyme junior,,,.
Cependant, en 2018, la description ostéologique des fossiles de Bellusaurus, par A. J. Moore et ses collègues, rejette cette hypothèse et donc la synonymie possible entre les deux genres. Ces auteurs pointent des différences non liées à l'ontogénie entre les deux genres et l'âge un peu plus ancien de Klamelisaurus.
En 1993, Zhao Xijin souligne une seule autapomorphie explicite : un élargissement de l'extrémité supérieure de son ulna.

## Classification
Lors de la description du genre en 1993, Zhao lui crée une sous-famille, les Klamelisaurinae, dont Klamelisaurus est le seul membre. Cette classification n'est pas retenue par P. Upchurch et ses collègues en 2004 qui indiquent que Klamelisaurus pourrait être un eusauropode primitif (non-Neosauropoda), confirmé par A. J. Moore et al. (2020).